# Gladys Knight & the Pips
 (août 2024).
Si vous disposez d'ouvrages ou d'articles de référence ou si vous connaissez des sites web de qualité traitant du thème abordé ici, merci de compléter l'article en donnant les références utiles à sa vérifiabilité et en les liant à la section « Notes et références ».
Gladys Knight & the Pips est un groupe de musique américain R&B, soul et funk d'Atlanta, en Géorgie, qui est resté actif dans les charts musicaux et sur le circuit des performances pendant plus de trois décennies à partir du début des années 1950.
Commençant simplement sous le nom de The Pips en 1952, dérivé du surnom d'un cousin, les membres fondateurs étaient Gladys Knight, son frère Merald "Bubba" Knight, sa sœur Brenda Knight et ses cousins Eleanor Guest et William Guest.

## Discographie
(Liste non exhaustive)
- 1962 : Letter Full Of Tears album de 12 titres (Fury Records)
- 1967 : Everybody Needs Love, album 12 titres (Motown Records)
- 1968 : Feelin' Bluesy, album 12 titres (Motown Records)
- 1969 : Nitty Gritty, album 12 titres (Motown Records)
- 1969 : Silk N' Soul, album 12 titres (Motown Records)
- 1971 : If I Were Your Woman, album 12 titres (Motown Records)
- 1972 : Standing Ovation, album 9 titres (Motown Records)
- 1973 : Neither One Of Us, album 9 titres (Motown Records)
- 1973 : Imagination, album 9 titres (The Right Stuff)
- 1973 : All I Need Is Time (Motown Records)
- 1974 : I Feel A Song, album 9 titres (The Right Stuff)
- 1974 : Knight Time (Motown Records)
- 1974 : Claudine, Original Motion Picture Soundtrack, album 7 titres (The Right Stuff)
- 1975 : 2nd Anniversary, album 9 titres (Buddah Records)
- 1975 : A Little Knight Music (Motown Records)
- 1978 : The One & Only, album 10 titres (Buddah Records)
- 1980 : About Love, album 8 titres (Columbia Records)
- 1981 : Touch, album 9 titres (Legacy Recordings)
- 1982 : That Special Time of Year, album 10 titres (Columbia Records)
- 1983 : Visions, album 10 titres (Columbia Records)
- 1985 : Life, album 9 titres (Columbia Records)
- 1987 : All Our Love, album 11 titres (MCA records)